# Bosco di Palo Laziale
Bosco di Palo Laziale este o arie protejată (arie specială de conservare — SAC, sit de importanță comunitară — SCI) din Italia întinsă pe o suprafață de 129 ha, integral pe uscat.

## Localizare
Centrul sitului Bosco di Palo Laziale este situat la coordonatele 41°56′18″N 12°05′47″E / 41.938333°N 12.096389°E.

## Înființare
Situl Bosco di Palo Laziale a fost declarat sit de importanță comunitară în iunie 1995 pentru a proteja 12 specii de animale. Situl a fost protejat și ca arie specială de conservare în octombrie 2017.

## Biodiversitate
Situată în ecoregiunea mediteraneană, aria protejată conține 4 habitate naturale: Matorral arborescenți cu Laurus nobilis, Vegetație anuală la limita mareei, Păduri panonice-balcanice de stejar turcesc - stejar sesil, Iazuri temporare mediteraneene.
La baza desemnării sitului se află mai multe specii protejate:
- păsări (8): pescăruș albastru (Alcedo atthis), caprimulg (Caprimulgus europaeus), gușă vânătă (Cyanecula svecica), presură de grădină (Emberiza hortulana), stârc pitic (Ixobrychus minutus), sfrâncioc roșiatic (Lanius collurio), stârc de noapte (Nycticorax nycticorax), cresteț pestriț (Porzana porzana)
- nevertebrate (1): Euplagia quadripunctaria
- reptile (3): șarpele cu patru dungi (Elaphe quatuorlineata), țestoasa de baltă (Emys orbicularis), țestoasă bănățeană (Testudo hermanni)

Pe lângă speciile protejate, pe teritoriul sitului au mai fost identificate 4 specii de plante, 2 specii de amfibieni, 2 specii de mamifere, 1 specie de nevertebrate, 1 specie de reptile.